# Пекан Хил (Тексас)
Пекан Хил (енгл. Pecan Hill) град је у америчкој савезној држави Тексас. По попису становништва из 2010. у њему је живело 626 становника.

## Демографија
Према попису становништва из 2010. у граду је живело 626 становника, што је 46 (6,8%) становника мање него 2000. године.
| Група             | 2000.       | 2010.       |
| Белци             | 599 (89,1%) | 511 (81,6%) |
| Афроамериканци    | 8 (1,2%)    | 14 (2,2%)   |
| Азијати           | 0 (0,0%)    | 0 (0,0%)    |
| Хиспаноамериканци | 59 (8,8%)   | 88 (14,1%)  |
| Укупно            | 672         | 626         |